# Asia Express (Programa de televisión)
Asia Express es un reality show colombiano transmitido y producido por Caracol Televisión. Bajo la conducción de Iván Lalinde, es la versión colombiana del formato internacional Pekin Express, original de Bélgica y Países Bajos, estrenado en 2004, que ha tenido diferentes versiones en varios países europeos como España, Francia, Dinamarca, Noruega, Suecia, Alemania e Italia. El concurso sigue a su vez la estela del formato original estadounidense The Amazing Race, sin ser una adaptación oficial del mismo.
Su primera temporada fue estrenada el 12 de enero de 2016. 

## Formato

### Mecánica del concurso
Doce parejas tienen que recorrer 5.000 km en 4 países; la pareja que llega en última posición en cada etapa es eliminada, a no ser que les salve el sobre que lleva la pareja ganadora de la última etapa. Los concursantes tienen un presupuesto de un dólar por persona y día para conseguir comida, mientras que el transporte y el alojamiento tienen que conseguirlo gratuitamente.

## Presentadores
| Presentadores | 2016 |
| ------------- | ---- |
| Iván Lalinde  | P    |

## Temporadas
| Temporada     | Emisión                                 | Participantes | Kilómetros Recorridos | Localización                   | Ganadores                       | Subcampeones                |
| ------------- | --------------------------------------- | ------------- | --------------------- | ------------------------------ | ------------------------------- | --------------------------- |
| 1.° Temporada | 12 de enero de 2016 14 de marzo de 2016 | 24            | 5.000 km              | Vietnam Laos Camboya Tailandia | Jairo y Eliseo Los Rebuscadores | Daniel y Mario Padre e Hijo |

### Asia Express: La Ruta del Dragón
Primera edición realizada, emitida desde el 12 de enero de 2016, con una ruta entre Vietnam pasando por Laos, Camboya hasta Tailandia. Esta temporada tuvo 12 duplas en competencia que recorrieron 5.000 km por el premio de 700 millones de pesos colombianos.